# Prosimulium juccii
Prosimulium juccii är en tvåvingeart som först beskrevs av Contini 1966.  Prosimulium juccii ingår i släktet Prosimulium och familjen knott.
Artens utbredningsområde är Italien. Inga underarter finns listade i Catalogue of Life.